# NGC 1504
NGC 1504 (również PGC 14336) – galaktyka eliptyczna (E-S0), znajdująca się w gwiazdozbiorze Erydanu. Odkrył ją 31 grudnia 1885 roku Ormond Stone.